# Elaver sigillata
Elaver sigillata là một loài nhện trong họ Clubionidae.
Loài này thuộc chi Elaver. Elaver sigillata được Alexander Petrunkevitch miêu tả năm 1925.